# Destiny (film, 1944)
Pour les articles homonymes, voir Destiny.
Pour plus de détails, voir Fiche technique et Distribution.
Destiny est un film américain réalisé par Reginald Le Borg, sorti en 1944.
Julien Duvivier, bien que non crédité au générique, a participé à la réalisation.

## Fiche technique
- Titre français : Destiny
- Réalisation : Reginald Le Borg, Julien Duvivier (non crédité)
- Scénario : Roy Chanslor et Ernest Pascal
- Photographie : Paul Ivano et George Robinson
- Montage : Paul Landres
- Musique : Frank Skinner et Alexandre Tansman
- Pays de production :  États-Unis
- Langue : anglais
- Format : noir et blanc - 1,37:1 - Mono
- Genre : film dramatique, film policier, film de fantasy
- Durée : 65 minutes
- Dates de sortie : 
  - États-Unis 22 décembre 1944
  - Suède : 4 juin 1945
  - Finlande : 10 mai 1946
  - Portugal : 16 décembre 1946

## Distribution
- Gloria Jean : Jane Broderick
- Alan Curtis : Cliff Banks
- Frank Craven : Clem Broderick
- Frank Fenton : Sam Baker
- Minna Gombell : Marie
- Gayne Whitman : Présentateur radio (non crédité)